# Elaphidion iviei
Elaphidion iviei là một loài bọ cánh cứng trong họ Cerambycidae.